# Тофилау Ети Алесана
Тофилау Ети Алесана, (4. јун 1924 — 19. март 1999) био је самоански политичар који је у два наврата био премијер.

## Биографија
Рођен је у америчкој Самои у породици која је припадала традиционалном племству. У доби од 24 године постао је поглавица свог клана.
Године 1957. је отишао у тадашњу Западну Самоу како би се почео бавити политиком. Изабран је у локални парламент и учествовао у изради новог Устава. Године 1979. је заједно с Ва'аи Колонеом основао Странку заштите људских права (ХРПП) како би се супротставио влади тадашњег премијера Туфуге Ефија. Заједно с њом је победио на изборима 1982. године, те касније исте године постао премијер. На том месту је био до 1985. године када је свргнут услед незадовољства дела странке. Године 1988. је поновно постао премијер и на том месту остао до 1998. године. Пред крај мандата је успео да испослује да дотадашња Западна Самоа промени име у Самоа.